# Окмулги (река)
Окмулги (на английски: Ocmulgee River) е най-западният основен приток на речната система на река Алтамаха. Река Окмулги води началото си на около 350 м надморска височина, където са изворите на реките Йелоу, Алкови и Саут в централната част на северна Джорджия, САЩ. Югоизточно от Атланта тези реки се вливат в езерото Джаксън, откъдето изтича река Окмулги, която тече 410 км в югоизточна посока и се слива с река Окони, за да образуват заедно река Aлтамаха. По пътя си река Окмулги и нейните притоци отводняват площ от около 6180 квадратни мили от 33 окръга на щата Джорджия.
Над Мейкън реката тече през тесни долини и има бързо течение, под Мейкън реката навлиза в крайбрежната низина и става по-бавна, образувайки широко корито (до 4 км), след което се слива с река Окони.
Археолозите са събрали доказателства за непрекъснато човешко присъствие в басейна на реката, датиращо от преди 10 000 – 15 000 години.
Европейците първи достигат река Oкмулги през 1540 г., когато испанския изследовател Ернандо де Сото пристига в Ичиси, вождество на късната култура Мисисипи, чиито разкопки археолозите разкриват южно от Мейкън. До средата на XVII век индианците, които са живели тук изчезват вероятно опустошени от новите болести донесени от испанците.
До 1690 г. английските търговци от Каролина установяват пост на източния бряг на реката, в района на днешна Мейкън. Англичаните срещат няколко селища на хичити говорещи племена, най-значимото от които е окмулги, чиито селища са пръснати между река Туалига и Уолнът Крийк. В езика хичити окмулги означава „където водата се свежда до“, имайки вероятно предвид големите извори Индиън Спрингс. Думата се появява за първи път в испански документ отнасящ се до града Апалачикола на река Чатахучи, но някои историци твърдят, че тогава името се отнася до Чатахучи, до чиито бряг мигрират индианците окмулги през XVII век. Река Окмулги първоначално е известна като Очесехачи или Очесе Крийк, откъдето по-късно идва името на конфедерацията Крики или племето крики.
В началото на XVIII век крикските племена живеещи по река Окмулги са принудени да бягат на запад, отстъпвайки пред напредващите бели селища. След края на Войната за независимост притокът на заселници се увеличава многократно и индианците са принудени да отстъпват все повече от земята си. Накрая, през 1825 г. криките се отказват от всичката си земя в Джорджия и до 1834 г. се преместват в Оклахома.
Поселищата никнат едно след друго по бреговете на Окмулги и реката се превръща в основен маршрут за транспортиране на памук и други селскостопански стоки. С построяването на железницата в края на 30-те и началото на 40-те години на XIX век значението на Oкмулги като транспортна артерия спада. Въпреки това реката остава важен път за транспортиране на дървен материал.
След 1895 г. търговското корабоплаване по реката намалява всяка година, от 1909 г. параходите към Мейкън спират да се движат, след 1924 г. няма редовен трафик, а от 1944 г. търговският трафик спира напълно. В последвалите години реката се превръща в основен доставчик на питейна вода и електроенергия за хората живеещи в басейна.
През 1995 г. има изградени 52 съоръжения за обществено снабдяване с вода, осигуряващи около 234 милиона литра на ден за 1 360 000 население в басейна на реката.
През 90-те години на XX век еколозите започват инициативи за опазване на флората и фауната в басейна на реката. Благодарение на техните усилия по реката са създадени няколко защитени зони и паркове.